# Stazione di Acerra (RFI)
La stazione di Acerra è una stazione ferroviaria della linea Roma-Napoli via Cassino, attraversata dai treni da Napoli diretti a Caserta (o viceversa) via Cancello, oppure dai treni della ferrovia della Valle Caudina e della ferrovia Alifana. Serve il comune di Acerra.

## Storia
La linea venne costruita con finanziamento a carico del Regno di Napoli.
La linea fu progettata dall'ingegnere Clemente Fonseca dietro ordine diretto del Re che scavalcò di fatto il collegio degli ingegneri e la costruzione che ebbe inizio nel 1840 fu seguita personalmente dal re. Costruita ad un solo "binario di ruotaie" (ma tutto il percorso era predisposto per la stesura del doppio binario) raggiunse Caserta nel 1843; fu aperta al pubblico il 20 dicembre con le stazioni di Casal Nuovo, Acerra, Cancello e Maddaloni. La costruzione e l'esercizio furono affidati a personale militare; l'effettuazione dei treni venne stabilita in 4 o 5 coppie giornaliere con una subordinazione alle esigenze dei treni di corte per la Reggia di Caserta. Il traffico viaggiatori sulla linea dei mesi di settembre, ottobre e novembre del 1844 fu rispettivamente di 76.216, 77.807 e 71.685 persone trasportate. Sulle tratte realizzate il Giornale del Regno delle Due Sicilie riporta che, nel novembre 1856, i passeggeri che nelle diverse classi di viaggio adoperarono la linea Napoli-Capua furono 115.151.
Al 1879 lo scalo merci di stazione non era presente in quanto mancavano i suoi elementi più importanti, ossia il magazzino e il piano caricatore. Nel 1881 si è provveduto, data la necessità, a costruire il piano caricatore.
Tra il 1920 e il 1921 la stazione fu interessata da lavori di ampliamento e sistemazione.
Dal progetto di RFI noto come "variante Napoli-Cancello" (parte della nuova linea ad Alta Capacità Napoli-Bari), la stazione ferroviaria sarà soppressa e ricostruita, per eliminare l'annoso problema dei passaggi a livello che tagliano in due il centro cittadino, con i relativi problemi di traffico e inquinamento atmosferico. I lavori della variante sono iniziati tra fine 2017 e inizio 2018. In particolare il nuovo tracciato ferroviario sarà realizzato in esterno al perimetro urbano di Acerra e passerà per la stazione di Napoli Afragola.

## Strutture e impianti
Il piazzale è composto da quattro binari di cui tre con marciapiede: questi ultimi sono equipaggiati con display luminosi recanti i treni in partenza. Lato Caserta è presente un passaggio a livello collegato alle due banchine passeggeri.
Vi è anche uno scalo merci, inutilizzato, composto da un magazzino, da un piano caricatore e da 4 tronchini, due per la banchina di carico e scarico ed altri due che terminavano nel piazzale retrostante il magazzino.
Nelle vicinanze, in direzione Caserta, vi è anche la diramazione Pomigliano d'Arco-Acerra della Circumvesuviana con un impianto autonomo gestito dall'EAV.

## Movimento
La stazione era più attraversata da treni bisarca provenienti dallo stabilimento ex Alfa Romeo di Pomigliano d'Arco e da treni merci da o per il vicino scalo merci di Marcianise.
Dal 2009 è collegata direttamente, tramite treni metropolitani, anche con la stazione di Napoli Campi Flegrei, passando per Gianturco e piazza Garibaldi.
Al 2007, l'impianto risultava frequentato da un traffico giornaliero di 1367 persone.

## Servizi
La stazione, gestita da RFI, dispone di:
- Sala d'attesa
- Servizi igienici
- Bar